# Pyrrhura albipectus
Pyrrhura albipectus là một loài chim trong họ Psittacidae.